# Bastutjärnen (Stöde socken, Medelpad, 691456-153419)
Bastutjärnen är en sjö i Sundsvalls kommun i Medelpad som ingår i Ljungans huvudavrinningsområde.